# 张桥站
张桥站是位于陕西省渭南市富平县张桥镇的一个铁路车站，邮政编码711703。车站建于1971年，有西延铁路经过该站，现办理客货运业务，车站及其上下行区间均已电气化。车站距离新丰镇站41公里，隶属西安铁路局，是四等站。